# Mike McFarlane
Pour les articles homonymes, voir McFarlane.
Michael Anthony « Mike » McFarlane (né le 2 mai 1960 à Hackney et mort le 6 juin 2023) est un athlète britannique spécialiste du 100 mètres et du 200 mètres.

## Carrière

### Palmarès
| Date | Compétition                    | Lieu        | Résultat | Épreuve    | Performance |
| ---- | ------------------------------ | ----------- | -------- | ---------- | ----------- |
| 1979 | Championnats d'Europe junior   | Bydgoszcz   | 3e       | 100 mètres | 10 s 43     |
| 1979 | Championnats d'Europe junior   | Bydgoszcz   | 1er      | 200 mètres | 20 s 89     |
| 1979 | Championnats d'Europe junior   | Bydgoszcz   | 2e       | 4 × 100 m  | 40 s 06     |
| 1980 | Jeux olympiques d'été          | Moscou      | 4e       | 4 × 100 m  | 38 s 62     |
| 1982 | Jeux du Commonwealth           | Brisbane    | 1er      | 200 mètres | 20 s 43     |
| 1984 | Championnats du Royaume-Uni    | Cwmbran     | 1er      | 100 mètres |             |
| 1984 | Jeux olympiques d'été          | Los Angeles | 5e       | 100 mètres | 10 s 27     |
| 1984 | Jeux olympiques d'été          | Los Angeles | 7e       | 4 × 100 m  | 39 s 13     |
| 1985 | Championnats d'Europe en salle | Athènes     | 1er      | 60 mètres  | 6 s 61      |
| 1986 | Jeux du Commonwealth           | Édimbourg   | 3e       | 100 mètres | 10 s 35     |
| 1986 | Jeux du Commonwealth           | Édimbourg   | 2e       | 4 × 100 m  | 39 s 19     |
| 1986 | Championnats d'Europe          | Stuttgart   | 6e       | 100 mètres | 10 s 29     |
| 1986 | Championnats d'Europe          | Stuttgart   | 3e       | 4 × 100 m  | 38 s 71     |
| 1988 | Jeux olympiques d'été          | Séoul       | 2e       | 4 × 100 m  | 38 s 28     |

### Records
| Épreuve    | Performance | Lieu     | Date         |
| ---------- | ----------- | -------- | ------------ |
| 100 mètres | 10 s 22     |          | 1986         |
| 200 mètres | 20 s 43     | Brisbane | Octobre 1982 |